# João de Almeida Portugal
Don Joao de Almeida Portugal (ur. 26 stycznia 1663, zm. 26 grudnia 1733). Polityk, urzędnik i dyplomata portugalski. Gubernator Minas Gerais (Brazylia), a następnie ambasador Portugalii przy Karolu III królu Hiszpanii w latach 1705–1707.